# بيتر ديزموند
بيتر ديزموند (بالإنجليزية: Peter Desmond)‏ هو لاعب كرة قدم أيرلندي، ولد في 23 نوفمبر 1926 في كورك في جمهورية أيرلندا، وتوفي في يوليو 1990. شارك مع منتخب جمهورية أيرلندا لكرة القدم. أما مع النوادي، فقد لعب مع نادي ساوثبورت ونادي شيلبورن ونادي ميدلزبره ونادي هارتلبول يونايتد ونادي يورك سيتي وووترفورد يونايتد.
كان ديزموند أيضاً عضوًا في الفريق الأيرلندي الذي هزم إنجلترا 2-0 في جوديسون بارك ليصبح أول فريق من خارج المملكة المتحدة يهزم إنجلترا على أرضه حيث تقدمت أيرلندا في الدقيقة 33 عندما سقط ديزموند بعد أن حصل على تمريرة من تومي أوكونور في منطقة جزاء إنجلترا. ثم حول كون مارتن ركلة الجزاء اللاحقة.
شارك ديزموند في مباراتين دوليتين فقط مع أيرلندا في تاريخي 9 أكتوبر 1949م بالتعادل 1-1 مع فنلندا وفي 13 نوفمبر 1949م في المباراة التي خسروا فيها 3-1 أمام السويد و كلتا المباراتين كانتا خلال تصفيات كأس العالم.